# Камйонка (гміна Якубув)
Камйонка (пол. Kamionka) — село в Польщі, у гміні Якубув Мінського повіту Мазовецького воєводства.
Населення — 141 особа (2011).
У 1975-1998 роках село належало до Седлецького воєводства.

## Демографія
Демографічна структура станом на 31 березня 2011 року:
|          | Загалом | Допрацездатний вік | Працездатний вік | Постпрацездатний вік |
| -------- | ------- | ------------------ | ---------------- | -------------------- |
| Чоловіки | 74      | 16                 | 50               | 8                    |
| Жінки    | 67      | 14                 | 36               | 17                   |
| Разом    | 141     | 30                 | 86               | 25                   |